# Алексей Боголюбов
Алексей Петрович Боголюбов е руски художник-маринист, майстор на морските батални сцени, член на организацията на передвижниците.
Той е признат като значим корифей на руското изкуство, създател на уникална по художествената си значимост и историческо значение серия картини, посветени на историята на руския флот за неговото двувековно съществуване. Поредицата започва с битките на Петър I в Балтийско море и завършва с морския празник в Шербур в чест на Руско-Френския съюз от 1896 година.

## Детство и младост
Алексей Боголюбов е роден на 28 март 1824 година в село Померание, Новгородска губерния. Баща му е помешчик, ветеран от Отечествената война от 1812 година. По майчина линия е внук на руския писател и философ Александър Радишчев.
Момчето рано остава без баща и постъпва в Александровския кадетски корпус в Царское село, където учи от 1832 до 1834 година. След това продължава обучението си в Морския кадетски корпус в Санкт Петербург. През 1841 година завършва корпуса със звание мичман и постъпва на флотска служба. С флота посещава много страни – Холандия, Португалия, Англия, остров Мадейра, където се запознава с Карл Брюлов. През 1849 е зачислен като офицер на кораба „Камчатка“. На него за Мадейра пътува херцог Максимилиан Лихтенбергски, член на руската императорска фамилия, президент на Императорската художествена академия. Виждайки рисунките на Боголюбов, той съветва младежа да се заеме с развитието на природния си талант и да се посвети на изкуството.
От 1849 година учи в Петербургската императорска художествена академия в класовете на Максим Воробьов и баталиста Богдан Вилевалде. Най-голямо влияние върху творчеството му обаче оказва Иван Айвазовски. През 1852 година получава първия си златен медал за картината „Поглед към Ревел от морето“. По същото време рисува „Корабокрушение“ (1850), „Петербург при залез“ (1850), „Поглед към манастира Смолни от Голяма Охта“ (1851), „Атонското сражение“ (1853), „Пързаляне по Нева“ (1854) и други.
През 1853 година завършва Академията с голям златен медал, право на пътуване в Европа и звание класен художник I степен. Веднага подава оставката си във флота и е назначен за художник на Главния военен морски щаб. Боголюбов започва да рисува във времето, когато пейзажът се причислява към второстепенните жанрове и в него процъфтяват красиво осветени, прекрасни замъци, развалини и романтични гледки. Чрез своето полувековно творчество художникът развива и съхранява реализма в пейзажната живопис.

## Европа
В периода от 1854 до 1860 година пътува из различни европейски страни, рисува много от натура и не пропуска случая да се запознае с творчеството на големите художници. В Рим се запознава с руския исторически живописец Александър Иванов, който много харесва работите му и му дава добри съвети.
В този период Боголюбов работи в ателиетата на известни художници в Женева, Париж и Дюселдорф. В Дюселдорф взима уроци при Андреас Ахенбах, представител на Дюселдорфската художествена школа. В Париж учи при Еужен Изабе и се възхищава от Барбизонците, като едновременно с това критикува някои картини. Френските художници, от своя страна оценяват оригиналността на Боголюбов, желанието му да рисува само от натура и да не допуска съчинителство в пейзажите си. Ателието му често е посещавано от Камий Коро и Шарл-Франсоа Добини и тримата си обменят етюди.
Посещава Турция, Швейцария, Италия и други страни, като постоянно и навсякъде рисува – „Антверпен“ (1854), „Синоп. Турция“ (1856), „Константинопол“ (1860-те). През 1858 година за градски пейзажи от Константинопол, Рим и Шильонския замък на Женевското езеро получава званието академик, а през 1861 година е удостоен със званието професор по живопис.

## Русия
През 1860 година Боголюбов се връща в Русия с огромно количество картини и етюди, сред които са „Панаир в Амстердам“ (1859) и „Рибен пазар в Схевенинген, Холандия“ (1859). През същата година показва част от платната си на самостоятелна изложба в Академията, която се задържа в продължение на цял месец. Александър II изкупува всичките му картини, свързани с темата за Кримската война. Впечатлените членове на Академичния съвет му присъждат званието академик, придружено с особена благодарност, а след година става професор. След това Боголюбов преподава известно време в Академията. Негови възпитаници са художниците, маринисти и баталисти, Александър Бегров, Николай Гриценко и Михаил Ткаченко.
През 1860-те години предприема три пътешествия по Волга, която го поразява с широката си необятност и красиви кътчета. Именно тогава от произведенията на художника изчезват и последните следи от романтизъм в духа на Айвазовски и остава само истинската, природна красота. По същото време в картините му се появява известна епическа нотка. Започва да рисува пейзажи с широк обхват на пространството, като придава особено значение на състоянието на осветеност в различните отрязъци от деня – „Ипатиевски манастир под Кострома“ (1861), „Великденско шествие в Яросравъл“ (1863), „Адмиралтейството в Астрахан“ и други.
По заповед на Главния морски щаб, в продължение на 20 години, започвайки от 1850-те, Боголюбов изпълнява голяма серия картини, посветени на морски битки от Кримската и Руско-Турската война, както и на исторически морски сражения през 18 век – „Синопското сражение на 18 ноември 1757“ (1860), „Сражението на руския флот с шведския през 1790 край Кронщат при форта Красная Горка“ (1866), „Гренгамското сражение" (1866), „Боят при Езел на 24 май 1719“ (1866 – 1872), „Гибелта на фрегатата Александър Невски“ (1868), „Гангутският бой“ (1876), „Взрив на турски монитор“ (1877) и други. Условията на поръчката диктуват строго определени правила като точно изобразяване на всички корабни детайли и такелажа, както и много исторически подробности. Тези картини завинаги остават ценен документ за миналото на руския народ, неговия флот и битките, в които той участва. Първоначално пейзажният маниер на Боголюбов е изцяло романтичен, като предпочита панорамен ракурс и изпълва композициите си с поетично настроение. Въпреки това с тях Боголюбов си извоюва славата на много добър исторически живописец, баталист и маринист.
През целия си живот художникът усъвършенства своето майсторство, работи целеустремно и задълбочено, като не си позволява никакви почивки. Наследството, което оставя след себе си е впечатляващо. Освен това отдава на развитието на руската художествена школа много усилия и немалка част от значителното си състояние. Ползва се с дълбоко уважение сред руските художници.

## Франция
По съвет на лекарите, от 1873 година до края на живота си, Боголюбов прекарва зимните месеци във Франция и се връща в Русия само през лятото. Във Франция неговата живопис става по-свободна и открита. Липсват подробностите и гладкостта на рисунката от предишните му работи, но в пейзажите му се появяват много непосредствени и живи чувства. В някои моменти етюдите съвсем изместват картините – „Пристанището на Копенхаген“ (1868), „Диеп. Утро“ (1870-те), „Гора във Веле, Нормандия“ (1871), „Последните минути на императорската яхта Ливадия“ (1878), „Нормандски град“ (1879), „Москва река при Звенигород“ (1880-те), „Вел-ле Роз, Нормандия“ (1880) „Поглед към Саратов от Соколовата планина“ (1887 – 1888), „Блато. Виши“ (1880-те), „Мантон. Франция“ (1887) и други.
В Париж Боголюбов по всякакъв начин се старае да помага на абсолвентите, изпратени в Европа от Академията, като Иля Репин, Василий Поленов, Константин Савицки, Василий Верешчагин, Александър Бегров и други. Запознава ги с френското изкуство, намира им изгодни поръчки, организира специализирани изложби само за руски художници. През 1877 година основава „Общество за взаимно подпомагане и благотворителност за руските художници“.
В Русия Боголюбов е член на Съвета на Передвижниците и е ревностен поддръжник на идеите на Иван Крамской. В определени моменти той е почти единственият от передвижниците, който го разбира. През 1882 година двамата с Крамской правят неуспешен опит да организират първия конгрес на руските художници.
Творческото многообразие на Боголюбов може да се обясни с промените, приятелствата и познанствата през различните етапи от живота му. Каноните на академичната живопис, преподавани в учебното заведение и по-късната борба с тях се отразяват на работата му. Той се сприятелява с Карл Брюлов, който оказва голямо влияние върху творческата съдба на художника. Влияят му беседите с Александър Иванов в Париж, годините на обучение при френски художници, запознаването с немския пейзаж, дружбата му с Камий Коро и Шарл-Франсоа Добини. Творческият му път се определя и от музикалните вечери у Клара и Роберт Шуман, работата върху пейзажите в Холандия, Нормандия, Крим и по Волга, дружбата и сътрудничеството с Иван Крамской и передвижниците. Влияние оказват и Парижкия художествен кръжок, на който той е член, грижата за младите руски художници във Франция, дружбата му с Иван Тургенев, Полин Виардо, Емил Зола и френските музиканти.

## Записки на моряка-художник
Боголюбов отлично владее и изкуството на словото и оставя няколко литературни произведения – мемоарите „Воспоминания о в Бозе почившем императоре Александре III профессора живописи А.П.Боголюбова, 1895“ и „Записки на моряка-художник“.
В Ръкописния отдел на Петербургската публична библиотека, според завещанието на Боголюбов, в продължение на 100 години се съхранява неговият ръкопис „Записки на моряка-художник“. Върху опаковката на ръкописа е написано „Да се издаде не по-рано от изтичането на 22 години“. Ръкописът е придружен с 2000 рубли, които да се вложат в банката за натрупване на лихви. По разпореждане на художника, при издаването на записките тези пари трябва да бъдат разделени на две части. С едната половина да се заплати на литератор, който да подреди ръкописа, да поправи правописните грешки, ако има такива, но без да променя стила и словореда. Втората половина трябва да бъде използвана за издаване и разпространение на труда му, а приходите да се разделят между музея в Саратов и училището към него.
Боголюбов започва да пише записките си на 25 декември 1881, когато живее на булевард Клиши в Париж, с идеята да записва само за себе си мисли, настроения, идеи. Често мненията му за различни хора, а и за самия себе си, както и разсъжденията за изкуството и историческите събития са неочаквани и пределно откровени. Записките завършват с информацията, че двамата с брат му заминават за Саратов, за да открият Саратовския художествен музей „Радишчев“.
По-късно явно се появява желанието записките му да бъдат публикувани. Заедно с ръкописа оставя в библиотеката и 4 свои изящни пейзажа, изпълнени с туш и перо. На гърба на една от тях написва „Картините са за спомен на този, който ще състави моите записки“. Определените 22 години минават точно след Октомврийската революция и няма кой да изпълни волята на автора, тъй като цялата собственост на библиотеката става държавна.
През 1996 година списание „Волга“, финансирано от бюджета на Саратовска област, отпечатва „Записки на моряка-художник“ изцяло, със съвсем незначителни изключения, предизвикани основно по технически причини.

## Последни години
На 29 юни 1885 година Боголюбов създава в Саратов първия провинциален художествен музей, като подарява цялата си сбирка картини от различни автори – около 200 платна и 800 рисунки. Към тях добавя и свои картини, между които и двадесетина, рисувани във Вел-ле Роз, Франция, където живее в продължение на три десетилетия. Дава на музея името на своя дядо, писателя Александър Радишчев. По-късно към него е открито и рисувално училище. Художникът завещава цялото си състояние на музея и училището „с цел повишаване образованието на младежите“. Алексей Боголюбов става първия почетен гражданин на Саратов. Още на следващия ден музеят е открит за безплатни посещения от всички желаещи.
Някои от картините, отнасящи се към този период са „Яхтите „Държава“ и „Забава“ при откриването на Морския канал“ (1885), „Пускане на вода“ (1887), „Клиперът „Разбойник“ в Хавър“ (1887), „Алея в Лихтенщайн“ (1889) и други.
През януари 1891 година художникът чества в Париж и задочно в Саратов, 50 години творческа дейност. Боголюбов е засипан с телеграми, а голяма част от вестниците в цяла Русия отбелязват юбилея му. В знак на признателност за художествените му заслуги, неговите руски френски приятели му подаряват златна палитра с гравирани техните автографи. До 1941 година палитрата се намира в Радишчевския музей, но по време на войната е иззета за нуждите на войската и след това следите ѝ се губят.
Боголюбов е търсен като художник от руските императори Николай I и Александър II, но създава особено близки отношения с бъдещия император Александър III. Под негов натиск е създаден музеят в Аничковия дворец, който по-късно прераства в Държавния руски музей в Петербург. Взима участие в реорганизацията на Художествената академия през 1893 година и попълването на колекциите на Ермитажа. Той е този, който успява да убеди императора да свали забраната за публично експониране на картината на Репин „Иван Грозни убива сина си“.
През 1893 година рисува голямото платно „Пребиваване на руската ескадра в Тулон“, създадена по поръчка на императора. Заслугите на Боголюбов към изкуството и флота се отбелязват както в Русия, така и в Европа. Той има висш чин на действителен таен съветник, кавалер е на руските ордени „Свети Станислав“, „Свети Владимир“ и „Света Ана“. Награден е с датския орден Данеборг, и с австрийската Звезда на Франц Йосиф и отказва титлата австрийски барон. Франция отбелязва дейността му отначало с Офицерския кръст на Почетния легион, а след това и с най-почитания Командорски кръст на Почетния легион.
Съпругата на Боголюбов, френската баронеса Елиз Шивър, приема руско гражданство и православието. Умира половин година преди Боголюбов и завещава цялото си състояние в размер на 100 хиляди рубли на Саратовския музей.
Алексей Боголюбов умира на 7 ноември 1896 година в Париж. Тялото му е отнесено, придружено от почетен караул с музика и знамето на 28 линеен полк от френската армия. По-късно тленните му останки са пренесени в Русия и е погребан в Санкт Петербург.
- 1850-1860
- Нощна Венеция (1850-те)
- Венеция (1850-те)
- Палермо (1850-те)
- Корабокрушение (1850)
- Петербург при залез (1850)
- Поглед към манастира Смолни от Голяма Охта (1851)
- Императорската парна яхта „Александрия“ (1852)
- Боят на фрегатата „Флора“ с три турски парахода при нос Пицунда на 9 ноември 1853 (1854)
- Антверпен (1854)
- Синоп. Турция (1856)
- Нощно нападение на фрегатата „Флора“ на 5 срещу 6 ноември 1853 (1857)
- Пленяването на турския параход „Перваз-Бахри“ от фрегатата „Владимир“ (1858)

- 1860-1870
- Крайна Горка (1860-те)
- Ревелското сражение на 2 май 1790 (1860)
- Ипатиевският манастир под Кострома (1861)
- Баку. Улица по пладне (1861)
- Гибелта на фрегатата „Александър Невски“ (1868)
- Пристанището на Копенхаген (1868)

- 1870-1880
- Боят при Езел на 24 май 1719 (1866 – 1872)
- Гангутският бой (1876)
- Пускане на вода (1877)
- Поглед към Москва от дома на Г. Хлудов (1878)
- Нормандски град (1879)
- Поглед към Михайловския замък в Петербург от Лебяжиев канал (1880-те)

- След 1880
- Вел-ле Роз, Нормандия (1880)
- Яхтите „Държава“ и „Забава“ при откриването на Морския канал“ (1885)
- Клиперът „Разбойник“ в Хавър (1887)
- Моминската кула в Баку
- Алея в Лихтенщайн (1889)
- Зима в Борисоглебск (преди 1896)